# Ceresium bicolor
Ceresium bicolor är en skalbaggsart som beskrevs av Hüdepohl 1994. Ceresium bicolor ingår i släktet Ceresium och familjen långhorningar.
Artens utbredningsområde är Filippinerna. Inga underarter finns listade i Catalogue of Life.